# Dibotryon morbosum
Apiosporina morbosa, Dibotryon morbosum, Sphaeria morbosa
Espèce
Synonymes
- Apiosporina morbosa (Schwein.) Arx, 1954
- Dibotryon morbosum (Schwein.) Theiss. & Syd., 1915
- Plowrightia morbosa (Schwein.) Sacc.
- Sphaeria morbosa Schwein., 1822

Dibotryon morbosum, est une espèce de champignons de la famille des Venturiaceae. Il est responsable de causer la maladie du nodule noir,,.

## Description
Le nodule noir est un champignon microscopique qui se forme sur les sur les branches des arbres fruitiers principalement du genre Prunus.

## Systématique
Le nom correct complet (avec auteur) de ce taxon est Apiosporina morbosa (Schwein.) Arx, 1954.
L'espèce a été initialement classée dans le genre Sphaeria sous le basionyme Sphaeria morbosa Schwein., 1822.
Ce taxon porte en français les noms vernaculaires ou normalisés suivants : Nodule noir du Cerisier,, nodule noir du pêcher, nodule noir du prunier.
Apiosporina morbosa a pour synonymes :
- Botryosphaeria morbosa (Schwein.) Sorauer, 1921
- Cucurbitaria morbosa (Schwein.) Ellis, 1881
- Dibotryon morbosum (Schwein.) Theiss. & Syd., 1915
- Otthia morbosa (Schwein.) Ellis & Everh., 1892
- Plowrightia morbosa (Schwein.) Sacc., 1883
- Sphaeria morbosa Schwein., 1822

### Publication originale
- Arx, J.A. von, Revision einiger Gattungen der Ascomyceten, vol. 3, 1954, p. 83-93